# Alliance de la Gauche verte nordique
 (septembre 2019).
Si vous disposez d'ouvrages ou d'articles de référence ou si vous connaissez des sites web de qualité traitant du thème abordé ici, merci de compléter l'article en donnant les références utiles à sa vérifiabilité et en les liant à la section « Notes et références ».
L’Alliance de la Gauche verte nordique (en anglais : Nordic Green Left Alliance, NGLA) est une alliance de partis politiques de gauche du Nord de l'Europe. Elle a été fondée le 1er février 2004 à Reykjavik, en Islande.

## Membres
| Pays       | Nom en français                  | Nom national                      | abr.   | Parlement national | Parlement européen |
| ---------- | -------------------------------- | --------------------------------- | ------ | ------------------ | ------------------ |
| Danemark   | Parti populaire socialiste       | Socialistisk Folkeparti           | SF     | 15 / 179           | 2 / 13             |
| Danemark   | Liste de l'unité                 | Enhedslisten - de rød-grønne      | EL-DRG | 9 / 179            | 1 / 14             |
| Danemark   | L'Alternative                    | Alternativet                      | Å      | 8 / 179            | 0 / 13             |
| Finlande   | Alliance de gauche               | Vasemmistoliitto                  | Vas.   | 11 / 200           | 3 / 15             |
| Groenland  | Communauté Inuit                 | Inuit Ataqatigiit                 | IA     | 7 / 31             | -                  |
| Îles Féroé | République                       | Tjóðveldi                         | E      | 6 / 33             | -                  |
| Islande    | Mouvement des verts et de gauche | Vinstrihreyfingin - grænt framboð | VG     | 0 / 63             | -                  |
| Norvège    | Parti socialiste de gauche       | Sosialistisk Venstreparti         | SV     | 13 / 169           | -                  |
| Suède      | Parti de gauche                  | Vänsterpartiet                    | V      | 24 / 349           | 2 / 21             |

Au Parlement européen, les députés de ces partis font partie du groupe Gauche unitaire européenne/Gauche verte nordique. 
En juin 2024, l'Alliance de gauche, et la Liste de l'unité quittent le Parti de la Gauche européenne pour fonder le 28 août avec le Parti de gauche et 4 autres partis européens l'Alliance de la gauche européenne pour les peuples et la planète. Le Parti socialiste de gauche rejoint l'Alliance en tant que membre associé durant son congrès fondateur du 13 et 14 juin 2025.